# Заложникът
„Заложникът“ (на английски: Retribution) е екшън трилър от 2023 г. на режисьора Нимрод Антал, а сценарият е на Крис Салманпур.
Във филма участват Лиам Нийсън, Нома Думезвени, Лили Аспел, Джак Чемпиън, Ембет Дейвиц и Матю Модайн. Той е римейк на испанския филм El desconocido (2015). Филмът излиза по кината на 25 август 2023 г.